# Daniel Robbins
Daniel Robbins é um desenvolvedor de software, e mais conhecido como o fundador e ex-arquiteto chefe do projeto Gentoo Linux. Atualmente é líder do projeto similar Funtoo Linux.

## Formação
Durante seu tempo como administrador de sistemas na Universidade do Novo México em Albuquerque Robbins teve seu primeiro contato com o Linux. Ele se tornou um desenvolvedor no Stampede Linux, e mais tarde criou a sua própria distribuição o Enoch Linux, mais tarde renomeado como Gentoo em 2002.
Ele também é um escritor técnico meio prolífico, escrevendo tutoriais respeitados para a IBM, o projeto Gentoo, entre outros.

## Gentoo
A distribuição Gentoo criou um grande interesse, quase que imediatamente. E permanece de longe, a distribuição Linux baseada em código mais conhecida, a qualidade da sua documentação, e a simpatia de seus fóruns de discussão foram muito elogiadas.
Porém, como muitos outros projetos de software livre, Gentoo esforçou-se para criar um modelo de negócios capaz de manter os seus principais desenvolvedores: 

"Eu queria muito encontrar uma maneira de tornar o projeto Gentoo Linux em uma empresa rentável. Minha principal motivação ao querer isso é poder deixar de viver de pagamento a pagamento e focar meus esforços profissionais exclusivamente no desenvolvimento do Gentoo Linux. Muitos dos nossos desenvolvedores gostariam de fazer o mesmo". (em inglês)

Robbins abandonou seu cargo de Arquiteto Chefe em 26 de Abril de 2004(em inglês), citando uma dívida pessoal considerável(em inglês), e um desejo de passar mais tempo com a sua família, formou a Fundação Gentoo e transferiu toda a propriedade intelectual do Gentoo para ela, de modo que o Gentoo funciona usando um modelo totalmente baseado na comunidade. Ele retornou ao projeto por um curto espaço de tempo, de Agosto de 2006  (em inglês)(em inglês), tornando-se novamente um desenvolvedor em Fevereiro de 2007 e juntando-se ao time amd64 (em inglês) mas abandonou novamente no começo de Março de 2007(em inglês) após uma série de choques técnicos e pessoais com alguns dos outros desenvolvedores.

Houve várias críticas conhecidas (em inglês)(em inglês) sobre o modo como o Gentoo prosseguiu após a partida de Robbins, como: "...desde a saída do Ditador Benevolente e Fundador do Gentoo do projeto em 2004, a recém estabelecida Fundação Gentoo esteve lutando contra a falta de direções claras e conflitos constantes entre os desenvolvedores..."(em inglês), mas na metade de julho de 2007 chegou a tona que tenicamente Robbins ainda era o presidente legal da Fundação Gentoo:(em inglês)(em inglês)

"...Eu gostaria de ver mais diversão e menos política no Gentoo, e no meu aparente papel como Presidente da Fundação Gentoo, eu posso ter alguma oportunidade de mudar as coisas para melhor. Eu preciso dar mais uma olhada nisso..."

Em 2008, Robbins começou a trabalhar no Funtoo, projeto até hoje mantido nos moldes colaborativos não havendo conselhos ou cargos principais, e onde Daniel é considerado o Ditador Benevolente e vitalício

## Microsoft
A ida de Robbins para a Microsoft, no dia 13 de junho de 2005, atraiu atenção (em inglês)(em inglês) na comunidade Linux, que historicamente possui relações conflituosas com a Microsoft. Ele descreveu seu papel ao trabalhar para Bill Gates como "...ajudar a Microsoft a entender Código Livre e projetos baseados na comunidade...".(em inglês)
No entanto, Robbins a abandonou menos de um ano depois no dia 16 de Janeiro de 2006 devido a frustração dele não poder utilizar completamente as suas habilidades técnicas em tal posição. Em seu novo emprego na ABC Coding Solutions, ele teria de desenvolver em .NET no Windows.(em inglês)
(Daniel C. Robbins,(em inglês) design de interfaces na Microsoft Research é uma pessoa diferente).

## Posições posteriores
- Diretor de Tecnologia na ABC Coding Solutions ABC Coding Solutions (em inglês)., acessado pela última vez há 860 semanas e 1 dia em Albuquerque. janeiro a maio de 2006''
- FSMLabs FSMLabs (em inglês)., acessado pela última vez há 860 semanas e 1 dia em Socorro, New Mexico.  maio de 2006 a abril de 2007
- Principal sênior, IT Architecture na E-Trade Financial.  Setembro de 2007 até o presente